# Duals
Duals é uma coletânea musical lançada pela banda de rock irlandesa U2. Em 7 de fevereiro de 2011, a banda divulgou a lista oficial das canções a ser lançadas, voltado apenas exclusicamente aos fãs e assinantes do site oficial, U2.com. O álbum foi lançado em 10 de maio de 2011.

## Composição
Duals inclui quinze faixas. A faixa de abertura "Where the Streets Have No Name" foi tirada da versão ao vivo de seu filme-concerto, U2 360° at the Rose Bowl (2010), com a edição em estúdio do coral Soweto Gospel Choir. O mesmo acontece com a última faixa desta coletânea, "Amazing Grace". Lançada originalmente em Zooropa (1993), existindo também uma segunda versão da canção, lançada na trilha sonora do filme Faraway, So Close!, de Wim Wenders. Entretanto, a versão original foi usada na coletânea, com a diferença de que a versão em Duals não contém uma faixa escondida em forma de alarme tocando.
"Falling at Your Feet" foi tomado a partir da trilha sonora do filme escrito por Bono, The Million Dollar Hotel (2000), com participação de Daniel Lanois, produtor da banda irlandesa. Foi escrita e executada por Bono e Lanois. Sob o pseudônimo de "Passengers", no álbum Original Soundtracks 1 (1995), a canção foi produzida por Brian Eno e escrita por U2, tendo como participação o ex-cantor de ópera italiano Luciano Pavarotti. "Slow Dancing" é uma canção country escrita por Bono e Willie Nelson em 1989, sendo lançada como B-side no single "Stay (Faraway, So Close!)" (1993), realizado unicamente por Bono e The Edge. Entretanto, foi realizada outra versão da canção, já com participação de Nelson, sendo lançada também como B-side no single de "If God Will Send His Angels" (1997), sendo a mesma neste álbum. "The Saints Are Coming" é um cover da banda punk inglesa The Skids, originalmente lançada no greatest hits U218 Singles (2006), single inédito até então, tendo a participação da banda Green Day, visando obter fundos para o Music Rising, devido ao desastre ocorrido em 2005, em Nova Orleans, pelo Furacão Katrina. Foi composta por Richard Jobson e Stuart Adamson, e produzida por Rick Rubin e Jacknife Lee.
"Sunday Bloody Sunday" (Live from Auckland) é uma das poucas canções inéditas de Duals. Foi gravada durante a turnê U2 360º Tour na Oceania, que contou com abertura do rapper americano Jay-Z. Jay-Z fez um dueto com a banda durante vários concertos, fazendo um rap com a canção "Get Up, Stand Up" de Bob Marley. Em 2006, a canção "One" teve uma versão diferente, desta vez, com a cantora Mary J. Blige, sendo um sucesso na época. Foi lançada originalmente em seu álbum The Breakthrough (2005), sendo escrita por Bono e produzida por Ron Fair (versão de 2006). "When Love Comes to Town" é uma das antigas canções da banda, lançada no álbum Rattle and Hum (1988), gravada com o cantor blues americano B. B. King, sendo produzida por Jimmy Iovine. Outra canção, até então, inédita, foi o dueto com o vocalista da banda The Rolling Stones, Mick Jagger, Foi tocada durante o 25º aniversário do Rock and Roll Hall of Fame em 2009. Coincidentemente, Jagger tinha gravado backing vocal durante a gravação da canção no álbum All That You Can't Leave Behind (2000), mas o mesmo foi cortado na edição final, o que causou um certo constrangimento entre ele e a banda. Porém, tudo acabou sendo resolvido quando Bono retribuiu a gentileza, participando na canção "Joy" do álbum solo de Jagger, Goddess in the Doorway (2001).
Em 2008, o single "The Ballad of Ronnie Drew" foi gravado como um projeto de caridade, arrecadando fundos para o Irish Cancer Society (Sociedade de Câncer Irlandês), sendo uma homenagem ao cantor de folk irlandês Ronnie Drew, que faleceu da doença em agosto de 2008. Foi composta por Robert Hunter, Bono, The Edge, Simon Carmody e produzida por John Reynolds. Vários artistas participaram da canção, como  Sinead O'Connor, Andrea Corr (da banda The Corrs), Bob Geldof, Gavin Friday, Rona Keating, Shane McGowan (da banda The Pogues) e Chirsty Moore. "I'm Not Your Baby" foi gravada para a trilha sonora do filme The End of Violence (1997), de Wim Wenders. Uma versão instrumental foi lançada como B-side do single "Please" (1997), denominada de "Skysplitter Dub". "Stranded (Haiti Mon Amour)" (Hybrid Mix) foi lançado como single digital em benefício aos sobreviventes do terremoto de 2010 no Haiti. A canção foi tocada ao vivo na televisão americana. Foi composta por Jay-Z, Rihanna, Bono, The Edge, Swizz Beatz e produzida por Swizz Beatz e Declan Gaffney. Originalmente feita durante as sessões de The Joshua Tree (1987), "Drunk Chicken/America" foi editada na edição deluxe do álbum (2007), e consiste no poema "America", escrito por Allen Ginsberg em 1956, com uma base eletrônica, provavelmente feita por Eno, em estúdio.

## Lista de faixas
1. "Where the Streets Have No Name" (com participação de Soweto Gospel Choir) – 5:39
2. "The Wanderer" (com participação de Johnny Cash) – 4:43
3. "Falling at Your Feet" (Bono com participação de Daniel Lanois) – 4:54
4. "Miss Sarajevo" (Passengers com participação de Luciano Pavarotti) – 5:43
5. "Slow Dancing" (com participação de Willie Nelson) – 4:01
6. "The Saints Are Coming" (com participação de Green Day) – 3:22
7. "Sunday Bloody Sunday" (Live from Auckland) (com participação de Jay-Z) – 4:30
8. "One" (com participação de Mary J. Blige) – 4:21
9. "When Love Comes to Town" (com participação de B. B. King) – 4:14
10. "Stuck in a Moment You Can't Get Out Of" (Live at Rock & Roll Hall of Fame) (com participação de Mick Jagger) – 4:28
11. "The Ballad of Ronnie Drew" (com participação de The Dubliners, Kíla & A Band of Bowsies) – 4:51
12. "I'm Not Your Baby" (com participação de Sinead O'Connor) – 5:50
13. "Stranded (Haiti Mon Amour)" (Hybrid Mix) (Bono, The Edge com participação de Jay-Z & Rihanna) – 4:21
14. "Drunk Chicken/America" (com participação de Allen Ginsberg) – 1:33
15. "Amazing Grace" (com participação de Soweto Gospel Choir) – 1:33